# Fabio Conti
Fabio Conti (Roma, 22 marzo 1972) è un ex nuotatore ed ex pallanuotista italiano, attualmente Direttore Tecnico del settore pallanuoto della Nazionale italiana.

## Biografia
Ha iniziato l'attività agonistica come ranista.
Dopo aver vinto diversi titoli nazionali giovanili nei 100 e 200, sotto la direzione tecnica di vari allenatori tra cui Cesare Butini, dall'età di 20 anni si è dedicato prevalentemente alla pallanuoto giocando nel Gym Club e con lo Sporting Bracciano.
Nel 1996 ha intrapreso la carriera di allenatore, guidando nell'ordine i Castelli Romani in serie A femminile, le giovanili maschili e la squadra femminile dello Sporting Bracciano.
Con quest'ultima, creando di fatto la pallanuoto a Bracciano è arrivato dalla serie C alla serie A1 e dal 2006 ha cambiato denominazione sociale in Roma Pallanuoto con cui ha conquistato due Coppe Len e raggiunto due volte le semifinali scudetto.
Responsabile tecnico delle Nazionali giovanili di pallanuoto femminile dal 23 dicembre 2008, ha ottenuto l'argento agli Europei nate 1989 di Napoli 2009, il quinto posto ai Mondiali nate 1991 di Khanty-Mansiysk nel 2009, il quarto posto agli Europei nate 1993 di Dneprodzerzhinsk 2010 e il settimo posto con la Selezione che ha partecipato alle Universiadi di Belgrado nel 2009.
Dal novembre 2010 è responsabile tecnico del Setterosa che ha guidato alla conquista della medaglia d'argento nella Super Final World League 2011, a Tianjin, e al quarto posto ai Mondiali di Shanghai 2011.
Grande impresa è stata la conquista del primo posto ai campionati europei di Eindhoven 2012 che ha riportato la Nazionale sul tetto d'Europa dopo nove anni. Poi Setterosa settimo alle Olimpiadi di Londra 2012. Nel 2014 ancora argento nella Super Final World League a Kunshan. Nel 2015 guida il Setterosa alla conquista di uno storico bronzo durante la XVI edizione dei Campionati mondiali di Nuoto tenutisi in Russia nella città di Kazan' riportando dopo dodici anni l'Italia sul podio.
Dal 2015 Conti decide di aderire al progetto della Libera università internazionale degli studi sociali Guido Carli (Luiss) guidando la sua squadra di nuoto.
Il 22 gennaio 2016 il Setterosa conquista il terzo posto ai campionati europei di Belgrado.
Il 17 agosto 2016 Conti porta il Setterosa in finale alle Olimpiadi di Rio de Janeiro battendo la Russia per 12-9. Due giorni dopo il Setterosa perde la finale olimpica con gli Stati Uniti 12-5 e vince quindi la medaglia d'argento.
Dal 2020 è il direttore tecnico delle nazionali femminili italiane.

## Palmarès

### Allenatore

#### Club
- Coppe LEN: 2

Roma: 2007, 2008

#### Nazionale
- Olimpiadi

Rio de Janeiro 2016: 
- Mondiali

Kazan' 2015: 
- Europei

Eindhoven 2012: 
Belgrad 2016: 
- Campionati europei giovanili

Napoli 2008: 
- World League

Tianjin 2011: 
Kunshan 2014: 
Budapest 2019: 
- Giochi del Mediterraneo

Tarragona 2018: